# مشوش الهاتف النقال

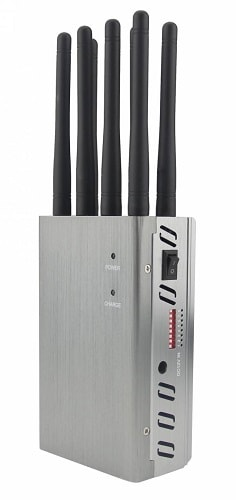

مشوش الهاتف النقال هو جهاز يستخدم لمنع أجهزة الهاتف النقال من إرسال أو استقبال أي مكالمة من مصدر خارجي، وتكون داخل الأماكن المقفلة خاصة الأماكن التي يتطلب فيها.

## تاريخ تلك المشوشات
الانتشار السريع لتلك الهواتف الخلوية منذ بداية هذا القرن 21 حتى أضحت بكل مكان مما أنتج نوع جديد من المشاكل مثل احتمال التعدي على الخصوصية والمساهمة في الغش الأكاديمي وحتى التجسس الصناعي. بالإضافة إلى ردة فعل الشارع العام المتزايدة ضد ازعاج الهواتف النقالة الداخلة بالحياة اليومية، قد كانت الهواتف القديمة ذات الإشارة التماثلية تواجه وبشكل مزمن ضعف بالاستقبال وينقطع الإرسال عند حدوث أي تداخل بسيط مثل ضوضاء قادمة من موجة عالية التردد HF, بينما قاد الهواتف الخلوية المتطورة بشكل متزايد إلى دراسات مضادة لها، فالأجهزة المشوشة للهواتف الخلوية هي البديل للأفكار الباهضة ضد الخليوي كحاجز فاراداي وهي مناسبة جدا للبناء وطورت أساسا لدعم القانون وبالعسكرية لمنع الاتصال ما بين المجرمين والمخربين وبعضها صمم لإحباط تفجير القنابل عن بعد. أما الاستخدام المدني فقد كان واضحا من خلال الشركات التي كانت تصنع المشوشات للاستخدام الحكومي ثم تحولت لبيع أجهزتها إلى القطاع الخاص.

## التشغيل
تعمل تلك مشوشات على اعتراض عمل الهواتف الخلوية بواسطة إرسال موجات راديوية على نفس الذبذبة التي يستخدمها النقال فيسبب تداخل موجوي ما بين الهاتف والبرج مما يجعل النقال غير عملي، فيظهر لدى معظم الهواتف أن الشبكة خارج نطاق التغطية. أغلب الهواتف النقالة تستخدم أحزمة مختلفة الترددات لإرسال واستقبال الاتصالات من البرج من 800 ميجاهيرتز حتى 1900 ميجاهيرتز لذلك فالمشوش إما يعطل الإشارة القادمة من البرج للهاتف أو من الهاتف للبرج . أنواع المشوشات تعمل لمسافة تبدأ من 30قدم حتى تصل إلى عدة كيلومترات لعدة من الوحدات المخصصة لذلك. هناك نوع يسمى TRJ-89 مشوش يمنع اتصالات الهواتف النقالة لدائرة قطرها 5أميال أو 8كم.
المشوشات القديمة كانت محددة الاستعمال على الهواتف التي تستخدم الإشارة التماثلية أو الهواتف الرقمية القديمة. الموديلات الأحدث مثل المشوشات التي تستخدم ثنائي أو ثلاثي التردد تستطيع منع جميع الأنظمة المستخدمة الحديثة. مقدرة تلك المشوشات وتأثيرها يعتمد بقوة على عدة عوامل مثل مدى قربها من البرج وعملها داخلي أو خارجي للمباني وحتى الحرارة والرطوبة يلعبون دورا بذلك.
أما الجانب المهم والذي يثير القلق بذلك هو مدى تأثير المشوش على عمل الأجهزة الطبية كمنظم القلب على سبيل المثال لذلك تلك الأجهزة تعمل على طاقة بسيطة، واحد وات بالأماكن العامة لتجنب تلك التأثيرات الجانبية.

## اقرأ أيضا
- هاتف
- نظام رقمي
- إشارة تماثلية